# みのもんたの見たい知りたい
『みのもんたの見たい知りたい』（みのもんたのみたいしりたい）は、一部のテレビ朝日系列局で放送されていたテレビ朝日製作の情報ドキュメンタリー番組。製作局のテレビ朝日では1993年4月14日から1994年3月23日まで、毎週水曜 19:00 - 19:30 （日本標準時）に放送。

## 概要
みのもんたが司会を務めていた番組で、日本各地の温泉郷の情報やショッピング情報など、主婦向けの情報を伝えていた。
ローカルセールス枠での放送だった。

## スタッフ
- 制作総指揮：石橋紘（テレビ朝日）
- プロデューサー：岡田亮、牛丸謙壱(IVSテレビ制作)
- ディレクター：福浦与一(IVSテレビ制作)
- 制作協力  IVSテレビ制作
- 制作著作  テレビ朝日

## ネット局
| 放送対象地域  | 放送局           | 系列                                         | ネット形態             | 備考               |
| ------------- | ---------------- | -------------------------------------------- | ---------------------- | ------------------ |
| 関東広域圏    | テレビ朝日       | テレビ朝日系列                               | 制作局                 |                    |
| 北海道        | 北海道テレビ     | テレビ朝日系列                               | 同時ネット             |                    |
| 青森県        | 青森朝日放送     | テレビ朝日系列                               | 同時ネット             |                    |
| 宮城県        | 東日本放送       | テレビ朝日系列                               | 同時ネット             |                    |
| 秋田県        | 秋田朝日放送     | テレビ朝日系列                               | 同時ネット             |                    |
| 福島県        | 福島放送         | テレビ朝日系列                               | 同時ネット             |                    |
| 新潟県        | 新潟テレビ21     | テレビ朝日系列                               | 同時ネット             |                    |
| 長野県        | 長野朝日放送     | テレビ朝日系列                               | 同時ネット             |                    |
| 静岡県        | 静岡朝日テレビ   | テレビ朝日系列                               | 同時ネット             | [ 1 ]              |
| 石川県        | 北陸朝日放送     | テレビ朝日系列                               | 同時ネット             |                    |
| 中京広域圏    | 名古屋テレビ     | テレビ朝日系列                               | 遅れネット →同時ネット | [ 2 ]              |
| 近畿広域圏    | 朝日放送         | テレビ朝日系列                               | 同時ネット             | [ 3 ]              |
| 広島県        | 広島ホームテレビ | テレビ朝日系列                               | 同時ネット             | [ 4 ]              |
| 山口県        | 山口朝日放送     | テレビ朝日系列                               | 同時ネット             | 1993年10月開局から |
| 香川県 岡山県 | 瀬戸内海放送     | テレビ朝日系列                               | 同時ネット             |                    |
| 福岡県        | 九州朝日放送     | テレビ朝日系列                               | 同時ネット             |                    |
| 長崎県        | 長崎文化放送     | テレビ朝日系列                               | 同時ネット             |                    |
| 熊本県        | 熊本朝日放送     | テレビ朝日系列                               | 同時ネット             |                    |
| 大分県        | テレビ大分       | 日本テレビ系列 フジテレビ系列 テレビ朝日系列 | 同時ネット             | 1993年9月まで      |
| 大分県        | 大分朝日放送     | テレビ朝日系列                               | 同時ネット             | 1993年10月開局から |
| 鹿児島県      | 鹿児島放送       | テレビ朝日系列                               | 同時ネット             |                    |

なお、1993年4月にフジテレビ系列からテレビ朝日系列にネットチェンジした山形テレビでは、当該枠ではこの当時ローカルセールス枠だったこともあり、自社制作番組『クイズ・親子でドキドキ!山形物語』を放送していた関係で本番組は一切放送されなかった。この措置は当該枠の次番組『目撃!ドキュン』放送期間中の1995年9月まで続いた。
| テレビ朝日 水曜19:00枠                                | テレビ朝日 水曜19:00枠                                       | テレビ朝日 水曜19:00枠                         |
| 前番組                                                | 番組名                                                       | 次番組                                         |
| ----------------------------------------------------- | ------------------------------------------------------------ | ---------------------------------------------- |
| クイズ!いち2の三枝 （1992年10月14日 - 1993年3月10日） | みのもんたの見たい知りたい （1993年4月14日 - 1994年3月23日） | 目撃!ドキュン （1994年4月6日 - 1995年9月13日） |